# 5瓶

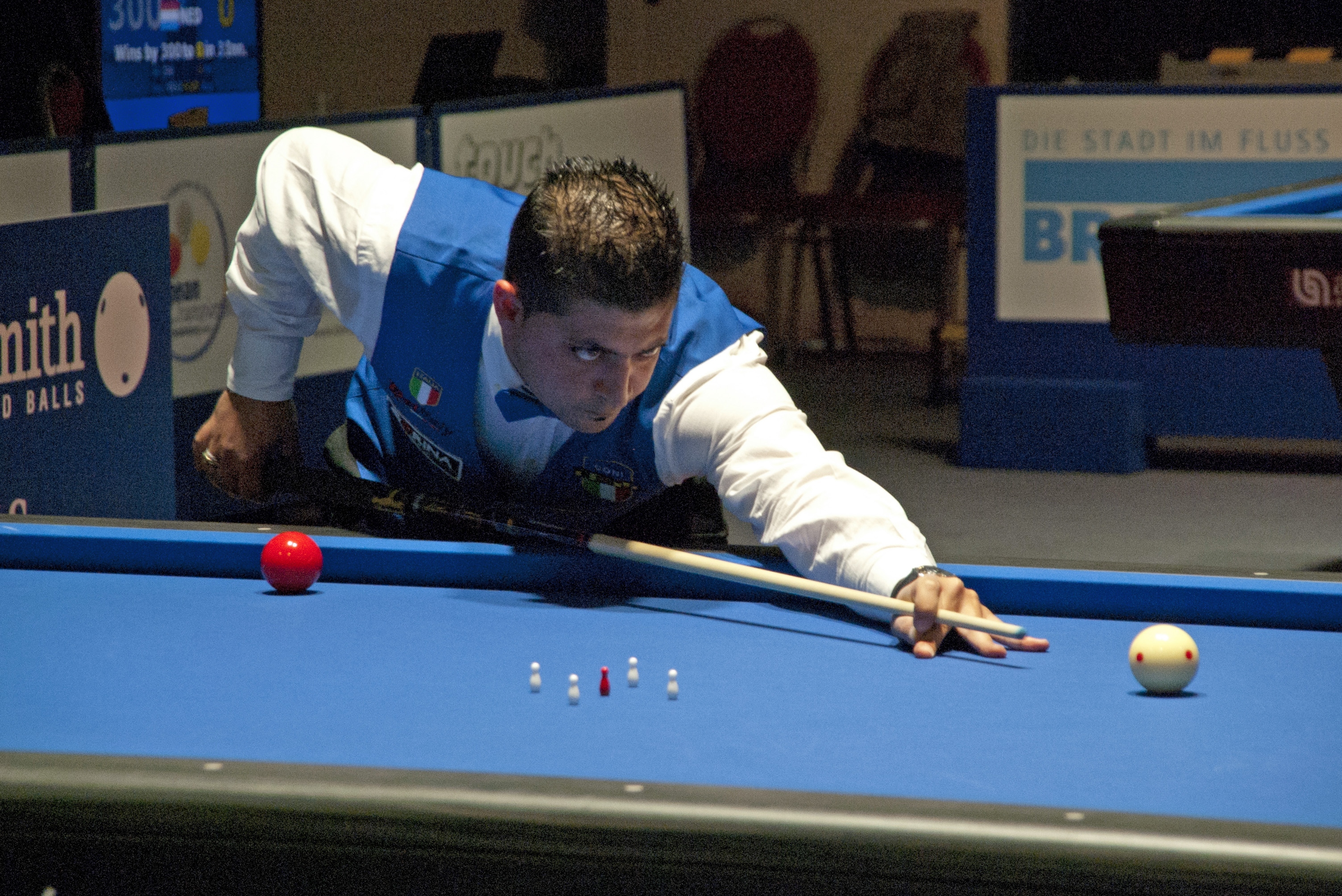
2015年歐洲開侖撞球錦標賽5瓶比賽

5瓶（英語：Five-pins，義大利語：cinque birilli），又名義大利式撞球或義式撞球，是一種在球台中央排成十字形的5個點放置細長瓶子的撞球運動，其擊球目的是讓母球碰撞對方的母球，令其本身或再碰撞的子球碰倒瓶子以得到分數。典型的5瓶競賽使用沒有袋口的開侖球台，在義大利及阿根廷屬於主流的撞球運動項目，也流行於歐洲及拉丁美洲各國。另有一種5瓶競賽則使用入袋式球台，僅流行於丹麥，而且所用的瓶子較高。

## 器材與擺設

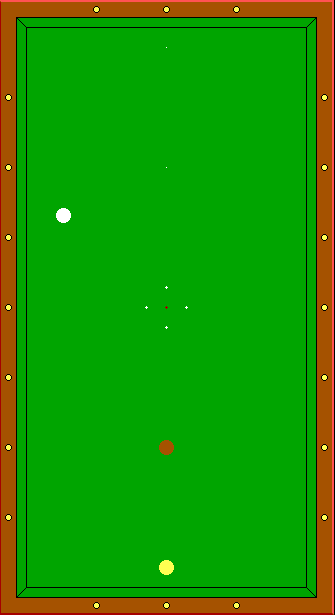
5瓶撞球台

5瓶競賽使用無袋口的開侖球台，標準球台尺寸為1.52公尺寬、3.05公尺長（5呎寛、10呎長）的桌面，台面內部尺寸則為1.42公尺寬、2.84公尺長（4-2/3呎寛、9-1/3呎長）。台面下必須加熱令其較室溫高攝氏5度，以便讓球較為容易滾動。
與其他開侖撞球一樣，5瓶競賽使用3顆球，其中紅球是子球，另外2顆球為雙方的母球。一般使用白球作為開球方的母球，黃球作為另一方的母球。球的直徑為61.5毫米，重量介於205公克至220公克之間。
球台中央畫有排成十字形的5個點，分別放置高25毫米、直徑7毫米，底部為平面的細長瓶子。中央的瓶子為紅色，其餘4個瓶子為白色。

## 規則
擊球的目的的是讓母球先碰撞對方的母球，令其碰倒瓶子；或讓母球先碰撞對方的母球，再碰撞子球；或讓母球先碰撞對方的母球，再碰撞子球，令其碰倒瓶子。
若依上述方式合法碰倒瓶子，可依如下累加計分：
- 碰倒白瓶每支得2分
- 若有碰倒白瓶，則碰倒紅瓶得4分
- 若未碰倒白瓶，則碰倒紅瓶得8分

若是未先碰到對方的母球，即讓子球碰倒瓶子，則無法得分；若是讓自己的母球碰倒瓶子，算是失誤，不僅無法得分，而且對方可得到所碰倒瓶子的分數。

## 世界5瓶錦標賽
「世界5瓶錦標賽」係由義大利撞球運動總會（FIBiS）於1965年開始舉辦的國際性比賽，至2008年已舉辦20屆。除義大利本土外，該項比賽曾先後在阿根廷、瑞士及西班牙舉行。比賽分成青年組、女子組、男子組，除了個人競賽外，亦舉行團體賽。

### 世界冠軍列表
注意：比赛在某些年份未举办
| 时间   | 地点               | 冠军                       | 国籍   |
| ------ | ------------------ | -------------------------- | ------ |
| 1965年 | 阿根廷聖菲         | Manuel Gomez               | 阿根廷 |
| 1968年 | 阿根廷貝爾維爾     | Anselmo Berrondo           | 乌拉圭 |
| 1975年 | 義大利義大利金皮庸 | Domenico Acanfora          | 義大利 |
| 1978年 | 阿根廷貝爾維爾     | Ricardo Fantasia           | 阿根廷 |
| 1979年 | 義大利佩薩羅       | Attilio Sessa              | 義大利 |
| 1980年 | 阿根廷內科切阿     | Nestor Osvaldo Gomez       | 阿根廷 |
| 1982年 | 義大利洛阿諾       | Nestor Osvaldo Gomez       | 阿根廷 |
| 1983年 | 阿根廷馬科斯化雷斯 | Miguel Angel Borrelli      | 阿根廷 |
| 1985年 | 義大利斯波萊托     | Giampiero Rosanna          | 義大利 |
| 1987年 | 義大利米蘭         | Carlo Cifalà               | 義大利 |
| 1989年 | 瑞士基亞索         | Gustavo Enrique Torregiani | 阿根廷 |
| 1990年 | 義大利佈雷西亞     | Gustavo Enrique Torregiani | 阿根廷 |
| 1992年 | 義大利阿雷佐       | Giampiero Rosanna          | 義大利 |
| 1993年 | 阿根廷波利瓦帕提多 | Fabio Cavazzana            | 義大利 |
| 1995年 | 義大利菲烏吉       | Gustavo Adrian Zito        | 義大利 |
| 1998年 | 義大利費拉拉       | David Martinelli           | 義大利 |
| 1999年 | 阿根廷內科切阿     | Gustavo Adrian Zito        | 義大利 |
| 2003年 | 義大利萊尼亞諾     | Crocefisso Maggio          | 義大利 |
| 2006年 | 西班牙塞維利亞     | Michelangelo Aniello       | 義大利 |
| 2008年 | 義大利萨尔泰阿诺   | Andrea Quarta              | 義大利 |
| 2009年 | 阿根廷瑪麗亞鎮     | Gustavo Torregiani         | 阿根廷 |
| 2015年 | 義大利米蘭         | Matteo Gualemi             | 義大利 |
| 2017年 | 阿根廷內科切阿     | Alejandro Martinotti       | 阿根廷 |

## 職業5瓶世界盃
「職業5瓶世界盃」也是由義大利撞球運動總會（FIBiS）主辦的比賽，自1993年開始，僅設有個人組，為邀請賽性質。

### 職業5瓶世界盃冠軍
注意：1995年未舉行。
| 時間   | 地點         | 冠軍                | 國籍   |
| ------ | ------------ | ------------------- | ------ |
| 1993年 | 法國坎城     | Salvatore Mannone   | 義大利 |
| 1994年 | 義大利聖樊尚 | Gustavo Adrian Zito | 阿根廷 |
| 1996年 | 義大利聖樊尚 | David Martinelli    | 義大利 |
| 1997年 | 義大利托迪   | Gustavo Adrian Zito | 義大利 |

## 外部連結
- Federazione Italiana Biliardo Sportivo (FIBiS)（页面存档备份，存于） （意大利文）